# Список астероїдів (70901—71000)
| Назва                         | Тимчасове позначення | Дата відкриття    | Місце відкриття            | Відкривач            |
| ----------------------------- | -------------------- | ----------------- | -------------------------- | -------------------- |
| (70901) 1999 VD178            | 1999 VD178           | 6 листопада 1999  | Сокорро (Нью-Мексико)      | LINEAR               |
| (70902) 1999 VH178            | 1999 VH178           | 6 листопада 1999  | Сокорро (Нью-Мексико)      | LINEAR               |
| (70903) 1999 VD179            | 1999 VD179           | 6 листопада 1999  | Сокорро (Нью-Мексико)      | LINEAR               |
| (70904) 1999 VB184            | 1999 VB184           | 15 листопада 1999 | Сокорро (Нью-Мексико)      | LINEAR               |
| (70905) 1999 VF185            | 1999 VF185           | 15 листопада 1999 | Сокорро (Нью-Мексико)      | LINEAR               |
| (70906) 1999 VL185            | 1999 VL185           | 15 листопада 1999 | Сокорро (Нью-Мексико)      | LINEAR               |
| (70907) 1999 VB186            | 1999 VB186           | 15 листопада 1999 | Сокорро (Нью-Мексико)      | LINEAR               |
| (70908) 1999 VD186            | 1999 VD186           | 15 листопада 1999 | Сокорро (Нью-Мексико)      | LINEAR               |
| (70909) 1999 VG186            | 1999 VG186           | 15 листопада 1999 | Сокорро (Нью-Мексико)      | LINEAR               |
| (70910) 1999 VJ186            | 1999 VJ186           | 15 листопада 1999 | Сокорро (Нью-Мексико)      | LINEAR               |
| (70911) 1999 VT186            | 1999 VT186           | 15 листопада 1999 | Сокорро (Нью-Мексико)      | LINEAR               |
| (70912) 1999 VC187            | 1999 VC187           | 15 листопада 1999 | Сокорро (Нью-Мексико)      | LINEAR               |
| (70913) 1999 VP187            | 1999 VP187           | 15 листопада 1999 | Сокорро (Нью-Мексико)      | LINEAR               |
| (70914) 1999 VA194            | 1999 VA194           | 3 листопада 1999  | Сокорро (Нью-Мексико)      | LINEAR               |
| (70915) 1999 VN194            | 1999 VN194           | 1 листопада 1999  | Каталінський огляд         | Каталінський огляд   |
| (70916) 1999 VH195            | 1999 VH195           | 3 листопада 1999  | Каталінський огляд         | Каталінський огляд   |
| (70917) 1999 VN195            | 1999 VN195           | 3 листопада 1999  | Каталінський огляд         | Каталінський огляд   |
| (70918) 1999 VY195            | 1999 VY195           | 4 листопада 1999  | Каталінський огляд         | Каталінський огляд   |
| (70919) 1999 VA196            | 1999 VA196           | 4 листопада 1999  | Каталінський огляд         | Каталінський огляд   |
| (70920) 1999 VG196            | 1999 VG196           | 4 листопада 1999  | Станція Андерсон-Меса      | LONEOS               |
| (70921) 1999 VY196            | 1999 VY196           | 1 листопада 1999  | Каталінський огляд         | Каталінський огляд   |
| (70922) 1999 VZ196            | 1999 VZ196           | 1 листопада 1999  | Каталінський огляд         | Каталінський огляд   |
| (70923) 1999 VY197            | 1999 VY197           | 3 листопада 1999  | Каталінський огляд         | Каталінський огляд   |
| (70924) 1999 VC205            | 1999 VC205           | 10 листопада 1999 | Обсерваторія Кітт-Пік      | Spacewatch           |
| (70925) 1999 VK205            | 1999 VK205           | 7 листопада 1999  | Сокорро (Нью-Мексико)      | LINEAR               |
| (70926) 1999 VJ208            | 1999 VJ208           | 9 листопада 1999  | Обсерваторія Кітт-Пік      | Spacewatch           |
| (70927) 1999 VX210            | 1999 VX210           | 13 листопада 1999 | Каталінський огляд         | Каталінський огляд   |
| (70928) 1999 VS211            | 1999 VS211           | 12 листопада 1999 | Сокорро (Нью-Мексико)      | LINEAR               |
| (70929) 1999 VN216            | 1999 VN216           | 3 листопада 1999  | Сокорро (Нью-Мексико)      | LINEAR               |
| (70930) 1999 VN218            | 1999 VN218           | 1 листопада 1999  | Обсерваторія Кітт-Пік      | Spacewatch           |
| (70931) 1999 VW219            | 1999 VW219           | 5 листопада 1999  | Сокорро (Нью-Мексико)      | LINEAR               |
| (70932) 1999 VX223            | 1999 VX223           | 5 листопада 1999  | Сокорро (Нью-Мексико)      | LINEAR               |
| (70933) 1999 VY223            | 1999 VY223           | 5 листопада 1999  | Сокорро (Нью-Мексико)      | LINEAR               |
| (70934) 1999 VN225            | 1999 VN225           | 5 листопада 1999  | Сокорро (Нью-Мексико)      | LINEAR               |
| (70935) 1999 WG               | 1999 WG              | 16 листопада 1999 | Обсерваторія Оїдзумі       | Такао Кобаяші        |
| 70936 Камен (Kamen)           | 1999 WK1             | 28 листопада 1999 | Обсерваторія Клеть         | Яна Тіха, Мілош Тіхі |
| (70937) 1999 WT2              | 1999 WT2             | 29 листопада 1999 | Обсерваторія Клеть         | Обсерваторія Клеть   |
| (70938) 1999 WZ3              | 1999 WZ3             | 28 листопада 1999 | Обсерваторія Оїдзумі       | Такао Кобаяші        |
| (70939) 1999 WS5              | 1999 WS5             | 29 листопада 1999 | Обсерваторія Кітт-Пік      | Spacewatch           |
| (70940) 1999 WT5              | 1999 WT5             | 29 листопада 1999 | Обсерваторія Кітт-Пік      | Spacewatch           |
| (70941) 1999 WJ6              | 1999 WJ6             | 28 листопада 1999 | Вішнянська обсерваторія    | Корадо Корлевіч      |
| 70942 Vandanashiva            | 1999 WV8             | 28 листопада 1999 | Обсерваторія Ньйоска       | Стефано Спозетті     |
| (70943) 1999 WM9              | 1999 WM9             | 29 листопада 1999 | Фарра-д'Ізонцо             | Фарра-д'Ізонцо       |
| (70944) 1999 WX9              | 1999 WX9             | 30 листопада 1999 | Обсерваторія Оїдзумі       | Такао Кобаяші        |
| (70945) 1999 WB10             | 1999 WB10            | 30 листопада 1999 | Обсерваторія Оїдзумі       | Такао Кобаяші        |
| (70946) 1999 WD10             | 1999 WD10            | 30 листопада 1999 | Обсерваторія Оїдзумі       | Такао Кобаяші        |
| (70947) 1999 WT11             | 1999 WT11            | 28 листопада 1999 | Обсерваторія Кітт-Пік      | Spacewatch           |
| (70948) 1999 WW16             | 1999 WW16            | 30 листопада 1999 | Обсерваторія Кітт-Пік      | Spacewatch           |
| (70949) 1999 WX17             | 1999 WX17            | 30 листопада 1999 | Обсерваторія Кітт-Пік      | Spacewatch           |
| (70950) 1999 WU18             | 1999 WU18            | 30 листопада 1999 | Обсерваторія Кітт-Пік      | Spacewatch           |
| (70951) 1999 WV22             | 1999 WV22            | 17 листопада 1999 | Обсерваторія Кітт-Пік      | Spacewatch           |
| (70952) 1999 XE               | 1999 XE              | 2 грудня 1999     | Обсерваторія Кітт-Пік      | Spacewatch           |
| (70953) 1999 XY1              | 1999 XY1             | 3 грудня 1999     | Обсерваторія Фаунтін-Гіллс | Чарльз Джулз         |
| (70954) 1999 XK2              | 1999 XK2             | 2 грудня 1999     | Обсерваторія Кітт-Пік      | Spacewatch           |
| (70955) 1999 XX2              | 1999 XX2             | 4 грудня 1999     | Каталінський огляд         | Каталінський огляд   |
| (70956) 1999 XW4              | 1999 XW4             | 4 грудня 1999     | Каталінський огляд         | Каталінський огляд   |
| (70957) 1999 XQ5              | 1999 XQ5             | 7 грудня 1999     | Обсерваторія Оахака        | Джеймс Рой           |
| (70958) 1999 XC6              | 1999 XC6             | 4 грудня 1999     | Каталінський огляд         | Каталінський огляд   |
| (70959) 1999 XC7              | 1999 XC7             | 4 грудня 1999     | Каталінський огляд         | Каталінський огляд   |
| (70960) 1999 XH7              | 1999 XH7             | 4 грудня 1999     | Каталінський огляд         | Каталінський огляд   |
| (70961) 1999 XY7              | 1999 XY7             | 3 грудня 1999     | Сокорро (Нью-Мексико)      | LINEAR               |
| (70962) 1999 XL9              | 1999 XL9             | 2 грудня 1999     | Обсерваторія Кітт-Пік      | Spacewatch           |
| (70963) 1999 XT10             | 1999 XT10            | 5 грудня 1999     | Каталінський огляд         | Каталінський огляд   |
| (70964) 1999 XK12             | 1999 XK12            | 5 грудня 1999     | Сокорро (Нью-Мексико)      | LINEAR               |
| (70965) 1999 XC13             | 1999 XC13            | 5 грудня 1999     | Сокорро (Нью-Мексико)      | LINEAR               |
| (70966) 1999 XD18             | 1999 XD18            | 3 грудня 1999     | Сокорро (Нью-Мексико)      | LINEAR               |
| (70967) 1999 XG18             | 1999 XG18            | 3 грудня 1999     | Сокорро (Нью-Мексико)      | LINEAR               |
| (70968) 1999 XA20             | 1999 XA20            | 5 грудня 1999     | Сокорро (Нью-Мексико)      | LINEAR               |
| (70969) 1999 XG20             | 1999 XG20            | 5 грудня 1999     | Сокорро (Нью-Мексико)      | LINEAR               |
| (70970) 1999 XH20             | 1999 XH20            | 5 грудня 1999     | Сокорро (Нью-Мексико)      | LINEAR               |
| (70971) 1999 XL20             | 1999 XL20            | 5 грудня 1999     | Сокорро (Нью-Мексико)      | LINEAR               |
| (70972) 1999 XM20             | 1999 XM20            | 5 грудня 1999     | Сокорро (Нью-Мексико)      | LINEAR               |
| (70973) 1999 XY20             | 1999 XY20            | 5 грудня 1999     | Сокорро (Нью-Мексико)      | LINEAR               |
| (70974) 1999 XE23             | 1999 XE23            | 6 грудня 1999     | Сокорро (Нью-Мексико)      | LINEAR               |
| (70975) 1999 XJ23             | 1999 XJ23            | 6 грудня 1999     | Сокорро (Нью-Мексико)      | LINEAR               |
| (70976) 1999 XS23             | 1999 XS23            | 6 грудня 1999     | Сокорро (Нью-Мексико)      | LINEAR               |
| (70977) 1999 XU23             | 1999 XU23            | 6 грудня 1999     | Сокорро (Нью-Мексико)      | LINEAR               |
| (70978) 1999 XP24             | 1999 XP24            | 6 грудня 1999     | Сокорро (Нью-Мексико)      | LINEAR               |
| (70979) 1999 XU24             | 1999 XU24            | 6 грудня 1999     | Сокорро (Нью-Мексико)      | LINEAR               |
| (70980) 1999 XA25             | 1999 XA25            | 6 грудня 1999     | Сокорро (Нью-Мексико)      | LINEAR               |
| (70981) 1999 XE25             | 1999 XE25            | 6 грудня 1999     | Сокорро (Нью-Мексико)      | LINEAR               |
| (70982) 1999 XJ25             | 1999 XJ25            | 6 грудня 1999     | Сокорро (Нью-Мексико)      | LINEAR               |
| (70983) 1999 XB27             | 1999 XB27            | 6 грудня 1999     | Сокорро (Нью-Мексико)      | LINEAR               |
| (70984) 1999 XW27             | 1999 XW27            | 6 грудня 1999     | Сокорро (Нью-Мексико)      | LINEAR               |
| (70985) 1999 XA28             | 1999 XA28            | 6 грудня 1999     | Сокорро (Нью-Мексико)      | LINEAR               |
| (70986) 1999 XR28             | 1999 XR28            | 6 грудня 1999     | Сокорро (Нью-Мексико)      | LINEAR               |
| (70987) 1999 XA29             | 1999 XA29            | 6 грудня 1999     | Сокорро (Нью-Мексико)      | LINEAR               |
| (70988) 1999 XU29             | 1999 XU29            | 6 грудня 1999     | Сокорро (Нью-Мексико)      | LINEAR               |
| (70989) 1999 XT32             | 1999 XT32            | 6 грудня 1999     | Сокорро (Нью-Мексико)      | LINEAR               |
| (70990) 1999 XA33             | 1999 XA33            | 6 грудня 1999     | Сокорро (Нью-Мексико)      | LINEAR               |
| (70991) 1999 XG33             | 1999 XG33            | 6 грудня 1999     | Сокорро (Нью-Мексико)      | LINEAR               |
| (70992) 1999 XU34             | 1999 XU34            | 6 грудня 1999     | Сокорро (Нью-Мексико)      | LINEAR               |
| (70993) 1999 XX34             | 1999 XX34            | 6 грудня 1999     | Сокорро (Нью-Мексико)      | LINEAR               |
| (70994) 1999 XL35             | 1999 XL35            | 7 грудня 1999     | Сокорро (Нью-Мексико)      | LINEAR               |
| 70995 Майкмортон (Mikemorton) | 1999 XV35            | 6 грудня 1999     | Обсерваторія Джорджа       | Обсерваторія Джорджа |
| (70996) 1999 XY35             | 1999 XY35            | 6 грудня 1999     | Обсерваторія Оїдзумі       | Такао Кобаяші        |
| (70997) 1999 XE36             | 1999 XE36            | 6 грудня 1999     | Обсерваторія Оїдзумі       | Такао Кобаяші        |
| (70998) 1999 XH36             | 1999 XH36            | 6 грудня 1999     | Обсерваторія Оїдзумі       | Такао Кобаяші        |
| (70999) 1999 XW36             | 1999 XW36            | 7 грудня 1999     | Обсерваторія Фаунтін-Гіллс | Чарльз Джулз         |
| 71000 Х'юдаунс (Hughdowns)    | 1999 XD37            | 7 грудня 1999     | Обсерваторія Фаунтін-Гіллс | Чарльз Джулз         |